# BEST OF BEST (ECHOESのアルバム)
『BEST OF BEST』（ベストオブベスト）は、2000年9月20日に発売されたECHOESのベスト・アルバム。

## 概要
サウンドプロデュースとミックスはマイケル・ツィマリングが、選曲は辻仁成が務めているECHOES3枚目のベスト・アルバム。初回生産盤のみボックスケース仕様。

## 収録曲
- 全曲 作詞 作曲：辻仁成

1. GENTLE LAND
「Goodbye gentle land」に収録。
2. JACK (New Version)
「GOLD WATER」に収録
3. ZOO
「Dear Friend」に収録。
4. Shot Gun Blues
「EGGS」に収録。
5. Dear Friend
「Dear Friend」に収録。
6. Tug Of Street
「HURTS」に収録。
7. Bad Morning
「WELCOME TO THE LOST CHILD CLUB」に収録。
8. 訪問者 (ヴィジター)
「WELCOME TO THE LOST CHILD CLUB」に収録。
9. 友情
「HURTS」に収録。
10. Alone
「HURTS」に収録。
11. Foolish Game
「HURTS」に収録。
12. LOVIN' YOU
「EGGS」に収録。